# Montecito (processeur)
Pour les articles homonymes, voir Montecito.
Montecito est un processeur de la famille de Intel Itanium 2 en version double cœur (dual core). Il est sorti le 18 juillet 2006.